# LZ-48

L15 после аварии

LZ-48 (L15) — немецкий дирижабль жёсткой конструкции. Первый дирижабль, сбитый над Лондоном.

## История
LZ-48 был построен в начале 1915 года, и 9 сентября дирижабль совершил свой первый полёт. Вскоре корабль передали ВВС Германии, где ему изменили название на L15.
За время службы L15 совершил 8 разведывательных вылетов и 3 бомбардировочных, во время которых было сброшено 5780 кг бомб.

### Авария
В ночь с 31 марта на 1 апреля 1916 года во время бомбардировки дирижабль, на борту которого находилось 18 человек, был сбит огнём ПВО. Оболочка L15 оказалась сильно повреждена, в результате дирижабль потерял управление и упал в Темзу. При аварии 1 человек погиб, уцелевший экипаж был захвачен в плен.

## Лётные данные
| Страна-производитель           | Германия |
| Год построики                  | 1915     |
| Объём, м³                      | 31900    |
| Длина, м                       | 163      |
| Макс. диаметр, м               | 19       |
| Число/мощность двигателей, КВт | 4/154    |
| Грузоподъёмность, кг           | 16200    |
| Макс. скорость, км/ч           | 96       |